# Казиновка
Казиновка — посёлок в Панинском районе Воронежской области.
Входит в состав Росташевского сельского поселения. 

## География
Посёлок расположен в центральной части поселения вдоль балки Калягин Лог с притоком реки Правая Хава.

### Улицы
- ул. Заречная
- ул. Коммуна
- ул. Набережная

## История
Основан в начале XX века.

## Население
| 2000 | 2005 | 2010 |
| ---- | ---- | ---- |
| 174  | ↘144 | ↘83  |